# Emmet D. Boyle

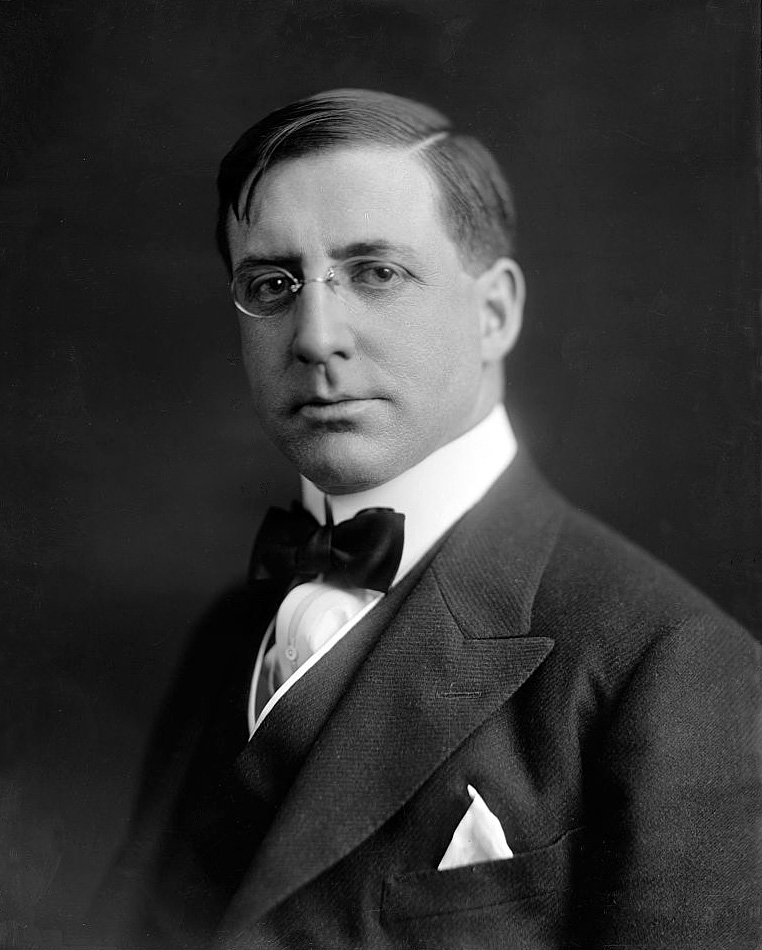
Emmet Boyle

Emmet Derby Boyle (* 26. Juli 1879 in Virginia City, Nevada; † 3. Januar 1926 in Reno, Nevada) war ein US-amerikanischer Politiker und von 1915 bis 1923 Gouverneur von Nevada.

## Frühe Jahre und politischer Aufstieg
Emmett Boyle studierte bis 1903 an der University of Nevada, Reno. Nachdem er eine erfolgreiche Laufbahn als Maschinenbauer (mechanical engineer) begonnen hatte, wandte sich Boyle der Politik zu. Er wurde Mitglied der Demokratischen Partei. Im Jahr 1910 wurde er State Engineer des Staates Nevada. Dieses Amt bekleidete er bis 1912. Von 1913 bis 1914 war er Mitglied der Steuerkommission seines Staates. Im November 1914 wurde er als Kandidat seiner Partei zum neuen Gouverneur seines Staates gewählt.

## Gouverneur von Nevada
Emmet Boyle trat sein neues Amt am 4. Januar 1915 an und konnte es nach einer Wiederwahl im Jahr 1918 bis zum 1. Januar 1923 ausüben. In seiner Amtszeit wurde das Steuersystem seines Staates reformiert und die Renten für Lehrer erhöht. Damals entstand auch das Highway Department, das sich mit dem Ausbau und der Verwaltung der Fernstraßen des Staates befasste. Außerdem wurde die Stelle eines Beauftragten für den Arbeitsmarkt geschaffen (State Labor commissioner). Im Jahr 1918 wurde ein Prohibitionsgesetz in Kraft gesetzt. Im Jahr 1920 fand der erste Luftpostflug aus Reno statt. Im Juli 1922 ging in Reno der erste Radiosender des Staates auf Sendung. Im Jahr 1920 war die Einwohnerzahl Nevadas auf 77.407 angestiegen. In Boyles Amtszeit fällt auch der Erste Weltkrieg, zu dem auch Nevada seinen Beitrag leisten musste.

## Weiterer Lebenslauf
Im Jahr 1922 verzichtete Boyle auf eine erneute Kandidatur und zog sich nach Ablauf seiner Amtszeit aus der Politik zurück. Er starb am 3. Januar 1926 und wurde in Reno beigesetzt. Emmet Boyle war mit Vida Margaret McClure verheiratet.